# Kuih

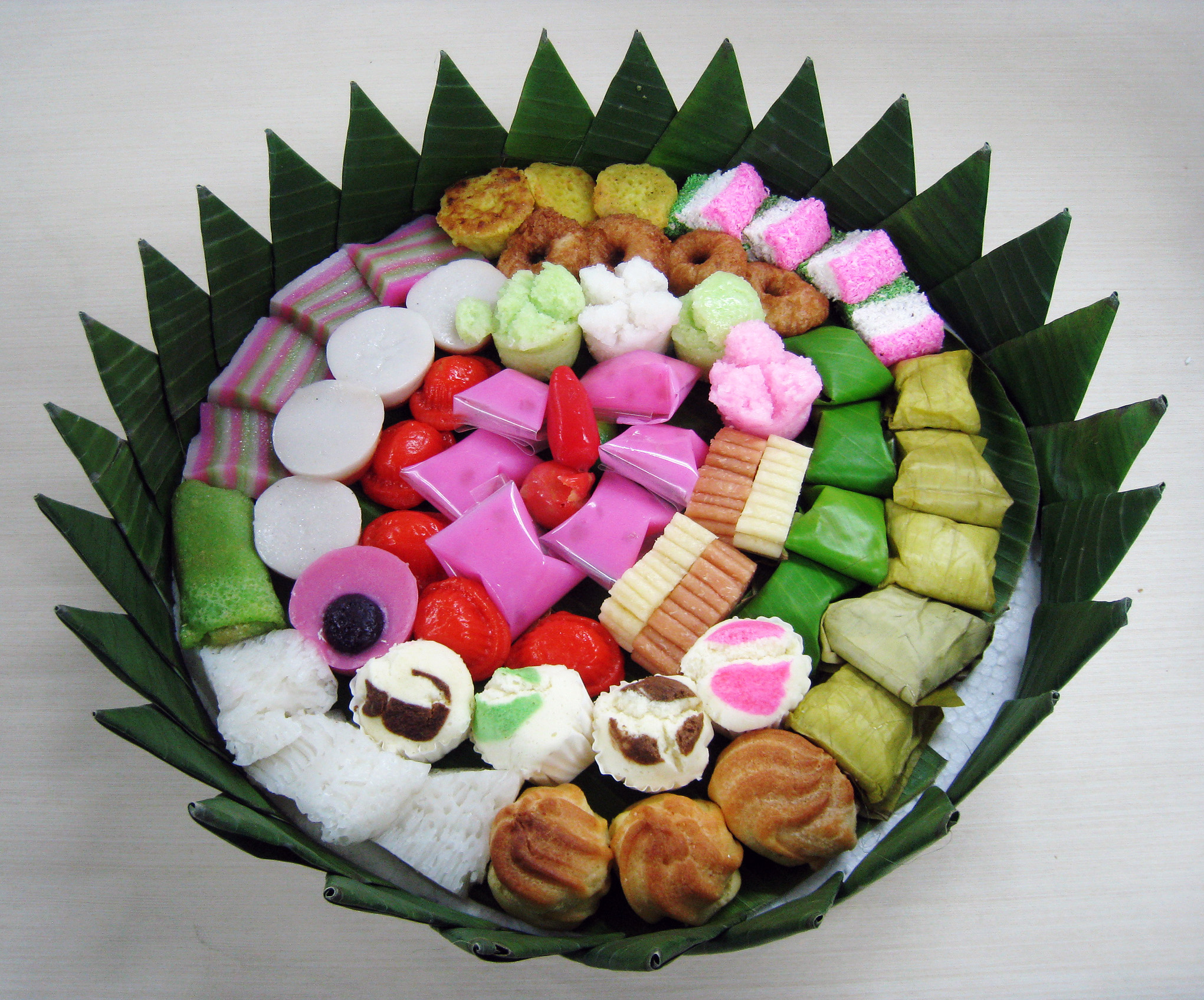
Kuih - tradycyjne słodkie lub słone przekąski regionu Azji Południowo-Wschodniej

Kuih (także kueh, kué lub kway, z minnańskiego 粿 koé) – drobne przekąski lub desery, charakterystyczne dla Archipelagu Malajskiego i prowincji w Południowych Chinach: Fujian i Guangdong. Kuih jest pojęciem bardzo szerokim, obejmuje ono ciasta, ciastka, pierożki, czy wypieki i jest robione z ryżu lub ryżu kleistego.
Kuih częściej gotuje się na parze niż piecze, dlatego też bardzo różnią się konsystencją, smakiem i wyglądem od zachodnich słodyczy. Smak jest najczęściej słodki, choć niektóre kuih są kwaśne.

## Chińskie kuih
Chińskie kuih – pisane guo (粿) lub gao (糕) – są zazwyczaj robione z przemielonej mąki ryżowej. Wiele rodzajów kuih jest robione z okazji świąt, jak Qingmingjie, czy Chińskiego Nowego Roku, jednakże spożywa się też wiele jako główne danie, lub przekąska na co dzień.
Przykłady:
- Nian gao (年糕)
- Caozai Guo (草仔粿)
- Luóbo Gāo (菜頭粿, 菜頭糕)
- Taro cake (芋粿, 芋糕)
- Chwee kueh (水粿)
- Fun guo (粉粿)
- Ang ku kueh (紅龜粿)

## Peranakańskie Kuih
Nie są uznawane za posiłek, a jedynie za przekąski. Są integralną częścią świąt malezyjskich i singapurskich, jak Id al-Adha i Chiński Nowy Rok.
Zazwyczaj w północnych stanach Perlis, Kedah, Perak i Kelantan, kuih są słodkie, a w południowo-wschodnich stanach półwyspu, Negeri Sembilan, Melaka i Selangor, można znaleźć kwaśne.
Do peranakańskiego kuih dodaje się posiekanego kokosu, mleczka kokosowego, liści pandanu i cukru palmowego. Bazą kuih jest mąka ryżowa, ryż kleisty, mochiko (mąki z krótkoziarnistego ryżu) i tapioki. Innymi popularnymi dodatkami są mąka z tapioki i fasola złota. Nadają one kuih charakterystycznej miękkości, a zarazem stałej konsystencji.